# Bodzio
Bodzio – skała w Dolinie Kobylańskiej na Wyżynie Olkuskiej, w miejscowości Będkowice, w gminie Wielka Wieś, powiecie krakowskim, województwie małopolskim. Znajduje się na zakręcie środkowej części doliny, w jej orograficznie prawych zboczach, naprzeciwko Dwoistej Turni.
Bodzio znajduje się w lesie, w dolnej części zboczy, przy wylocie wąwozu będącego bocznym odgałęzieniem Doliny Kobylańskiej. Ma charakterystyczny kształt i wysokość do 12 m. Zbudowany jest z wapienia. Jego wschodnie ściany są pionowe lub przewieszone z filarem i zacięciem. Jest obiektem wspinaczki skalnej. Wspinacze opisują go jako Bodzio I i Bodzio II. Na jego wschodnich ścianach poprowadzili 8 dróg wspinaczkowych o trudności V+ – VI.4 w skali Kurtyki. Wszystkie mają zamontowane punkty asekuracyjne – ringi (r), stanowiska zjazdowe (st) lub dwa ringi zjazdowe (drz).

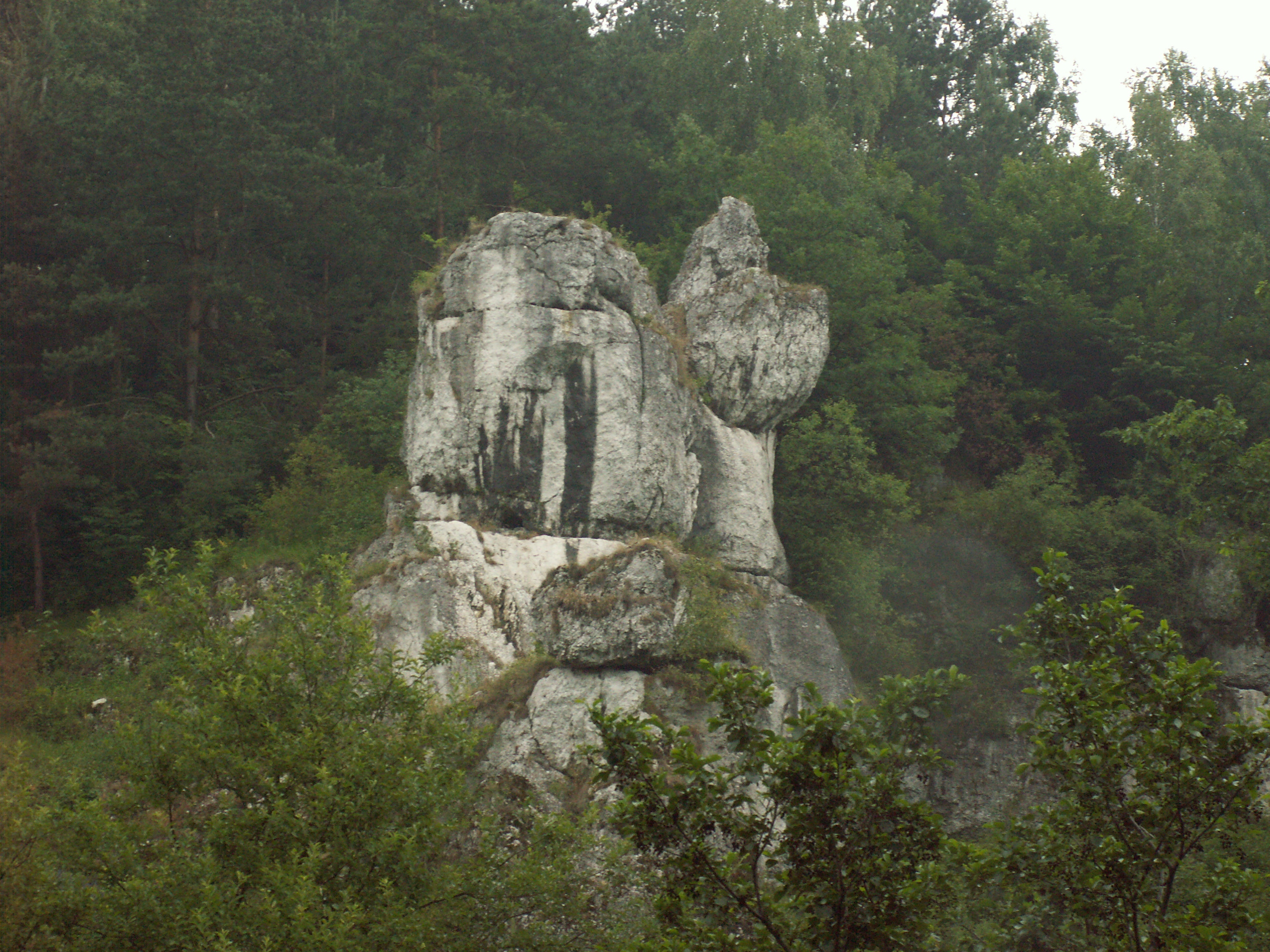
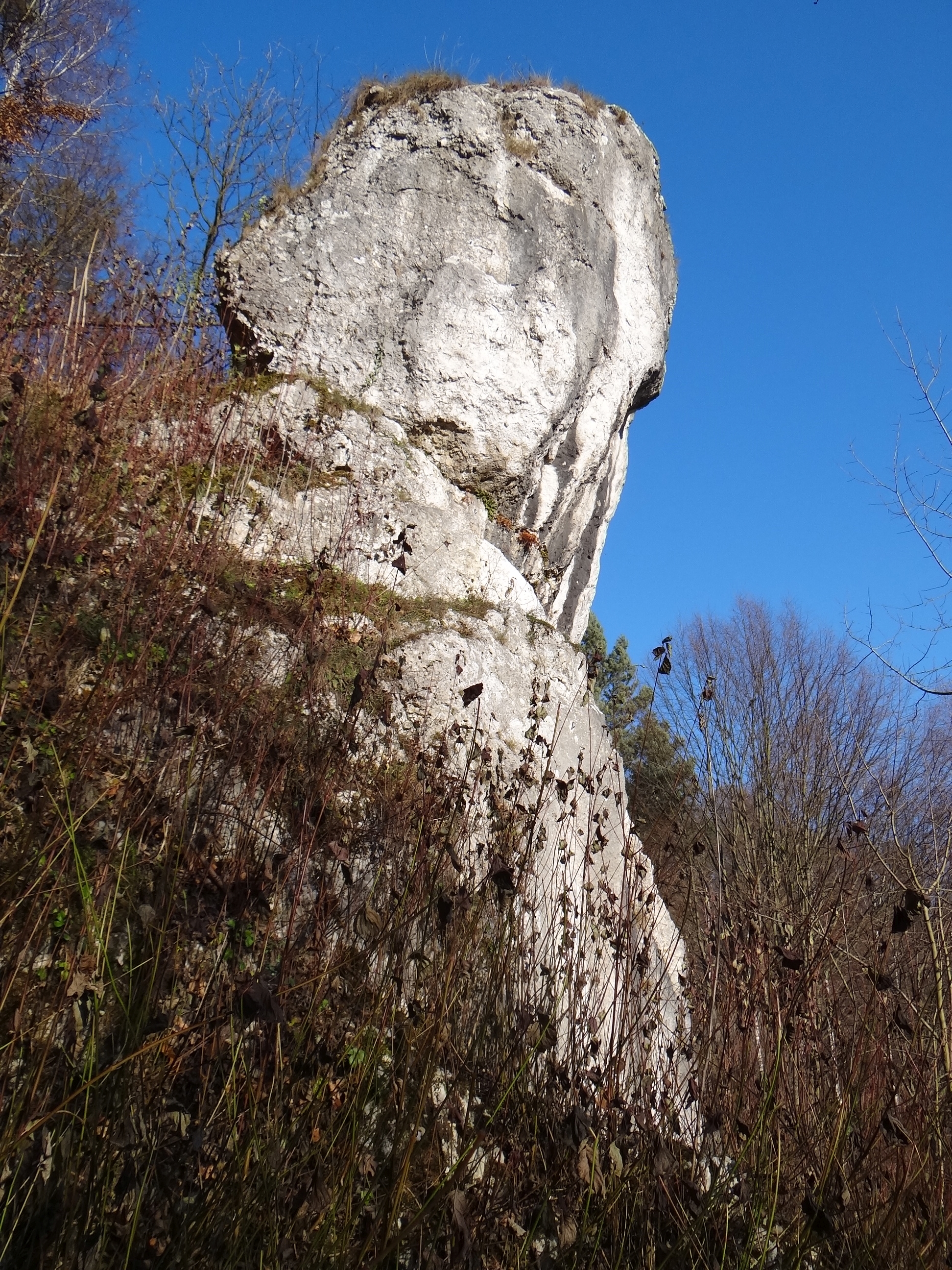
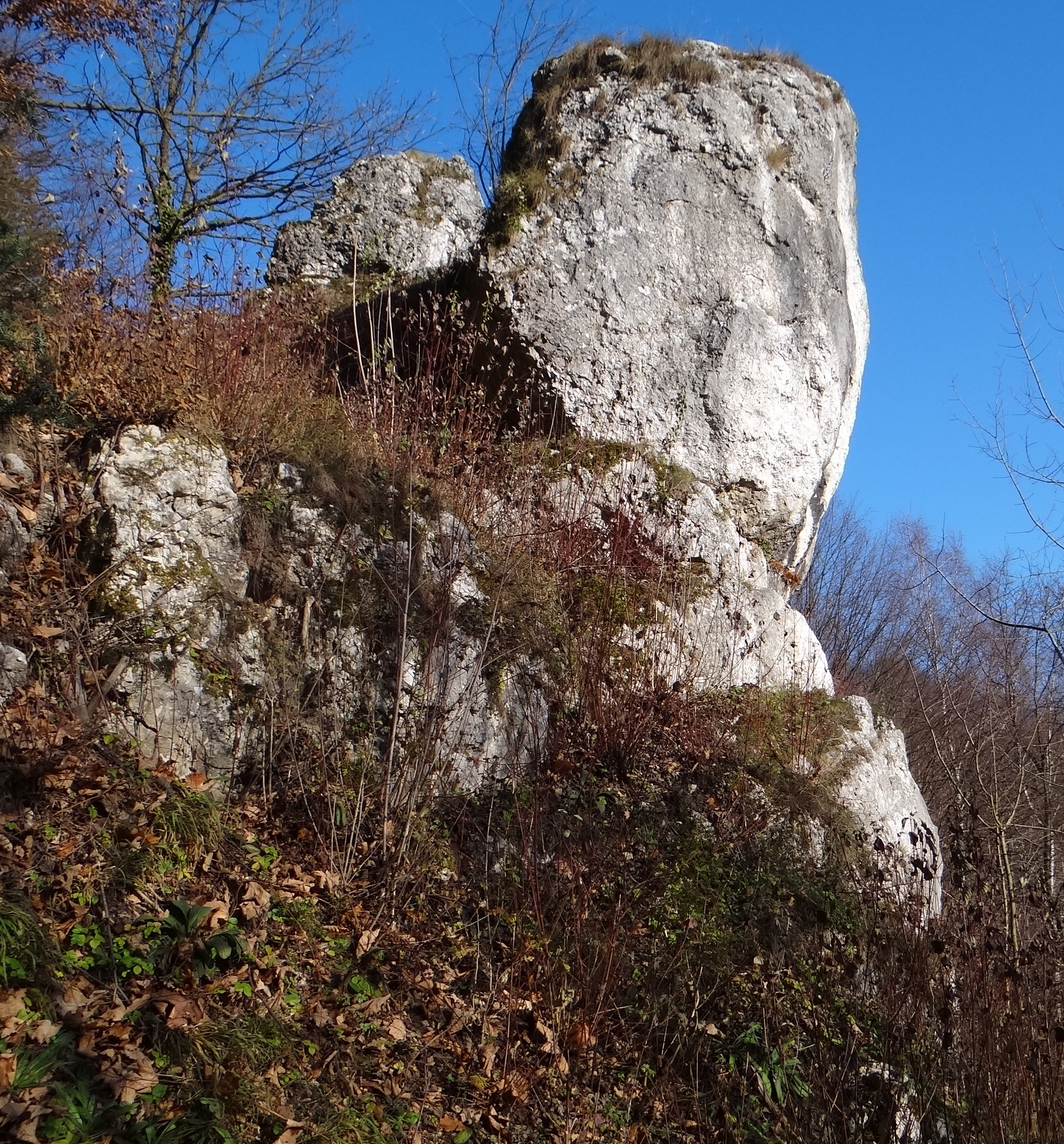
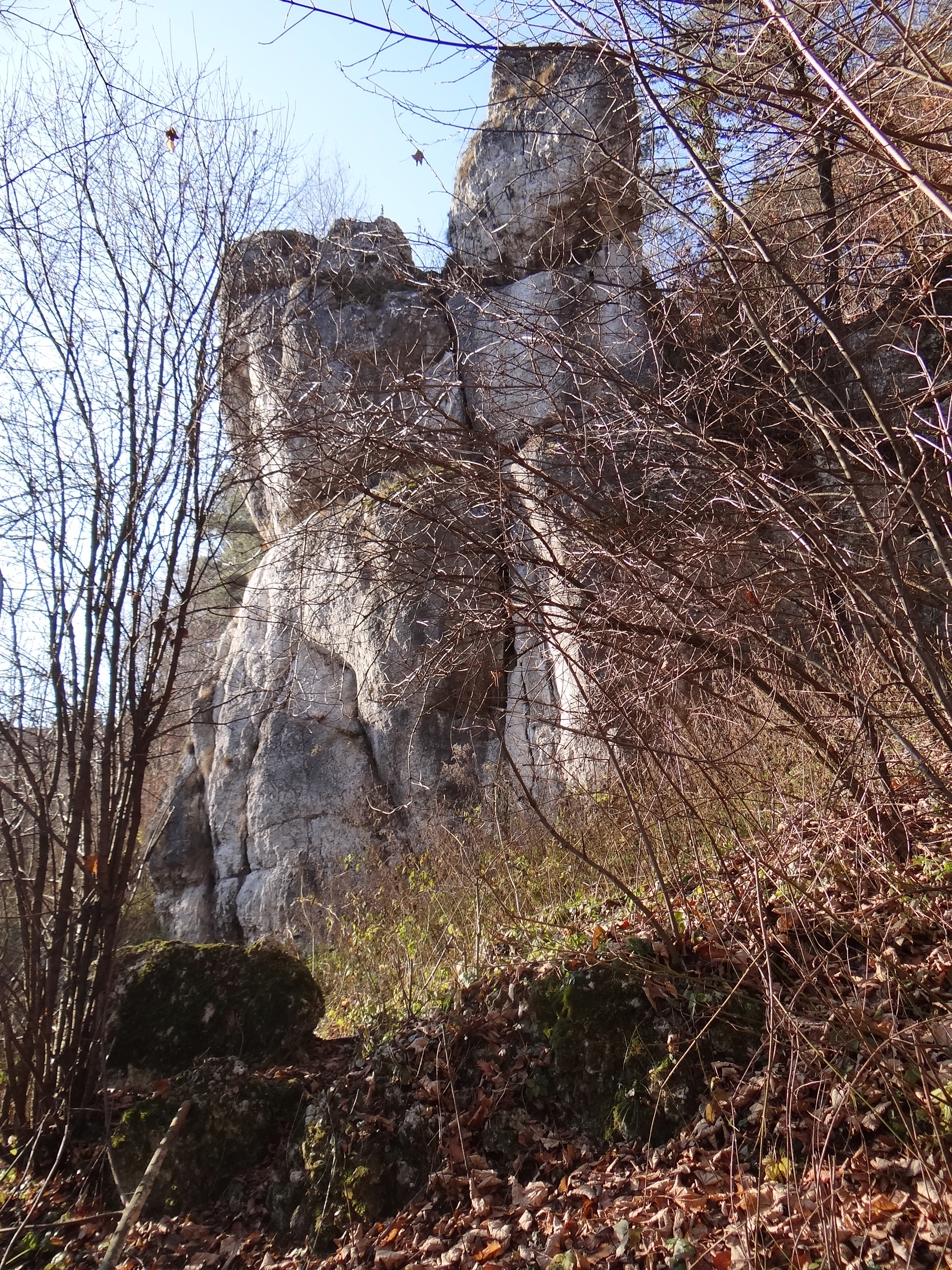
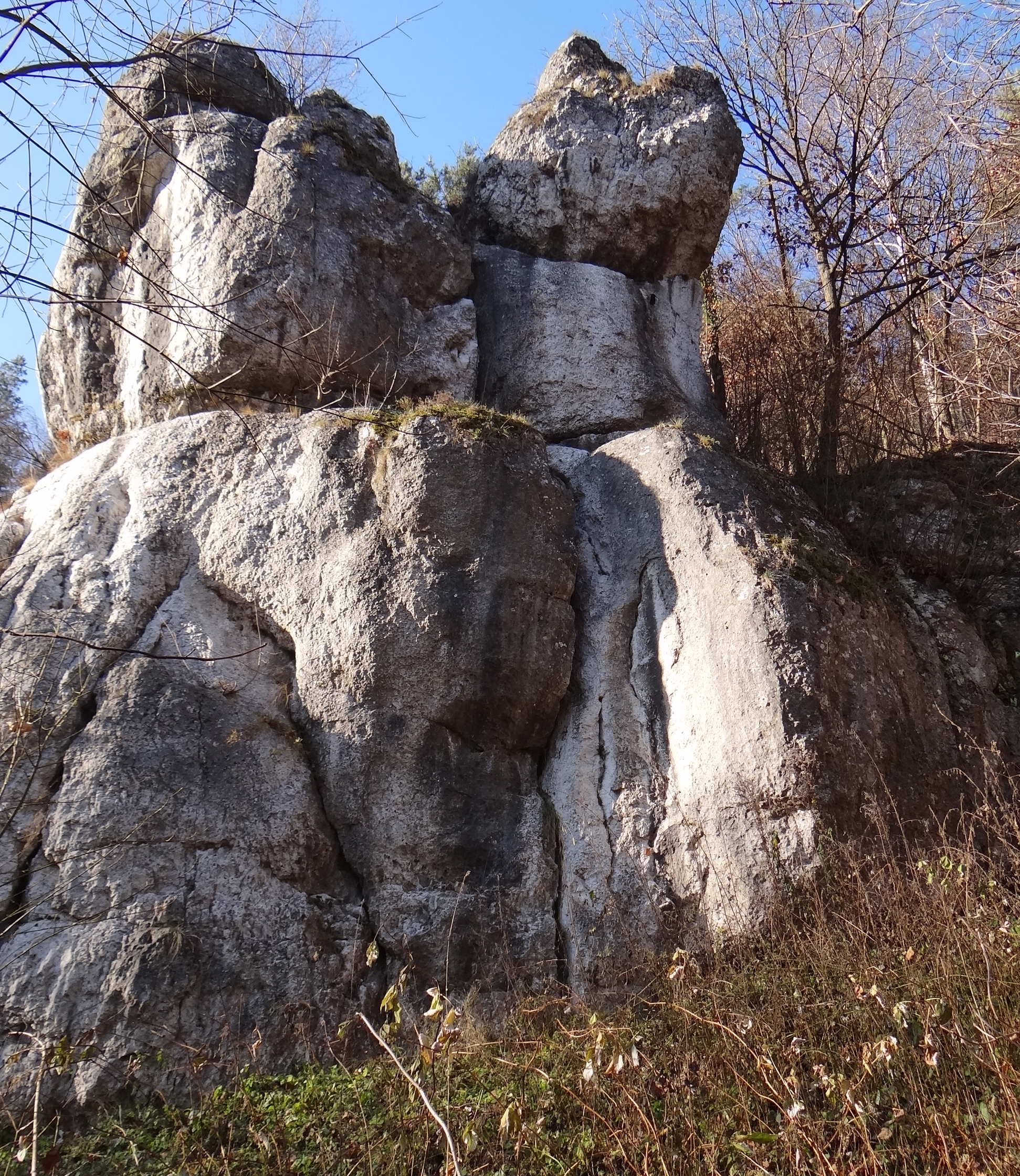

## Drogi wspinaczkowe
Bodzio I
1. Kukania; VI.3+/4, 5r + st, 12 m
2. Malczykówka; VI.3, 5r + st, 12 m
3. Rysa Sokołowskiego; V+, drz, 11 m
4. Prostowanie dzióbka Kostka; VI.1, 5r + st, 12 m
5. Dziubek Kostka; VI+, 5r + st, 12 m
6. Gupie gupki; VI.1+, 3r + st, 1 2 m

Bodzio II
1. Bimber; V+, 5r + st, 11 m
2. Kukania; VI.3+/4, 5r + st, 12 m[2].